# Amage tumida
Amage tumida är en ringmaskart som beskrevs av Ehlers 1887. Amage tumida ingår i släktet Amage och familjen Ampharetidae. Inga underarter finns listade i Catalogue of Life.